# Orthemis ambinigra
Orthemis ambinigra – gatunek ważki z rodziny ważkowatych (Libellulidae). Występuje w Ameryce Południowej; został stwierdzony w południowo-wschodniej Brazylii, wschodniej Argentynie i Urugwaju.